# Comuna Prîhirea, Vîsokopillea
Prîhirea (în ucraineană Пригір'я) este o comună în raionul Vîsokopillea, regiunea Herson, Ucraina, formată din satele Kameanka, Krasnivka, Prîhirea (reședința), Rozivka și Svobodne.

## Demografie
Componența lingvistică a comunei Prîhirea
     Ucraineană (94,44%)
     Rusă (3,93%)
     Maghiară (1,2%)
     Alte limbi (0,44%)
Conform recensământului din 2001, majoritatea populației comunei Prîhirea era vorbitoare de ucraineană (94,44%), existând în minoritate și vorbitori de rusă (3,93%) și maghiară (1,2%).